# Tročany
Tročany (bis 1927 slowakisch auch „Trojčany“; ungarisch Trocsány – bis 1907 Trocsán) ist eine Gemeinde im Osten der Slowakei mit 292 Einwohnern (Stand 31. Dezember 2024). Sie gehört zum Okres Bardejov, einem Kreis des Prešovský kraj und wird zur traditionellen Landschaft Šariš gezählt.

## Geographie
Die Gemeinde befindet sich in den Niederen Beskiden im oberen Tal des Sekčov am rechten Ufer des Baches Rešovka. Das Ortszentrum liegt auf einer Höhe von 372 m n.m. und ist 16 Kilometer von Bardejov sowie 28 Kilometer von Prešov entfernt.
Nachbargemeinden sind Kobyly und Rešov im Norden, Oľšavce und Kochanovce im Osten, Abrahámovce und Raslavice im Süden und Janovce im Westen.

## Geschichte

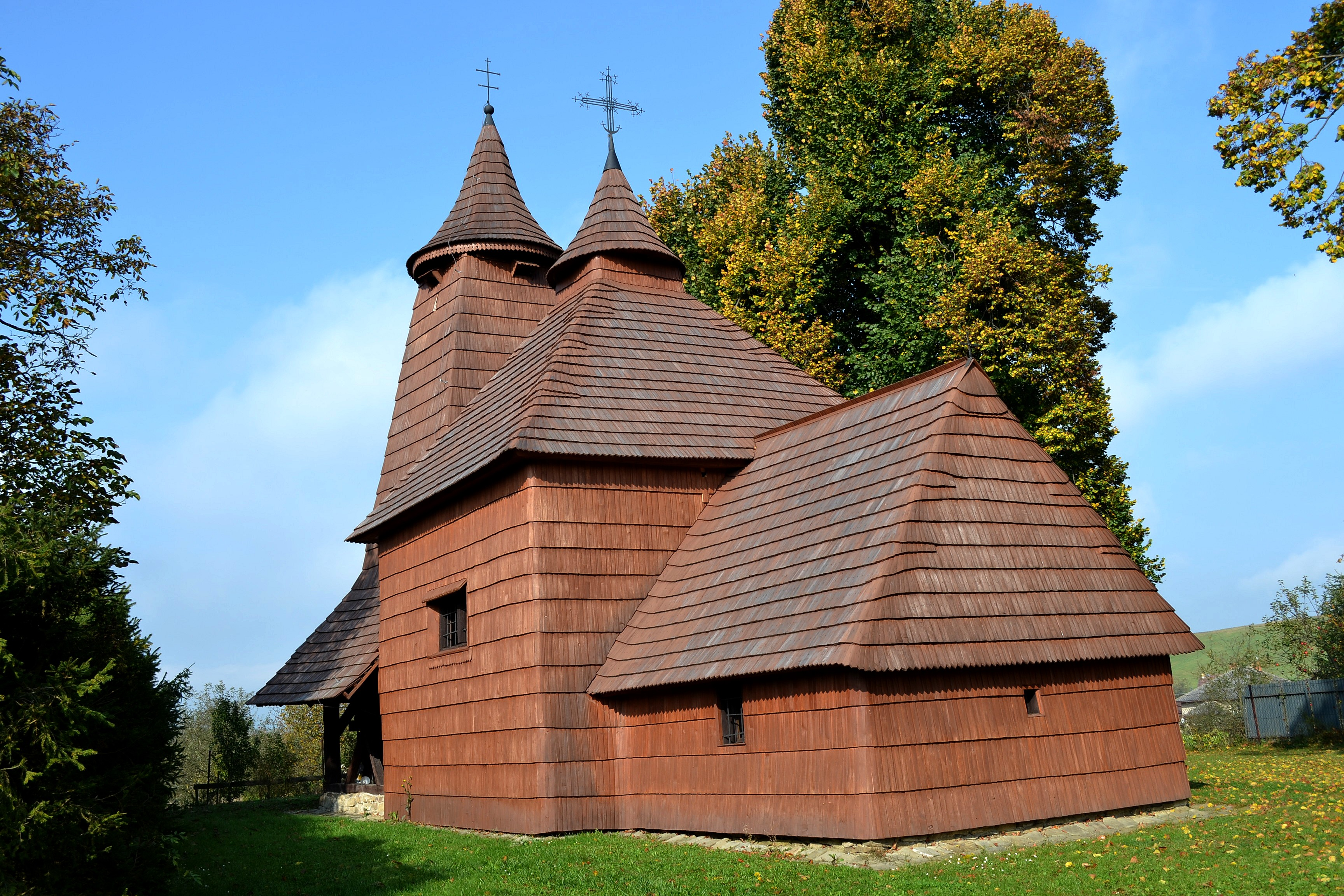
Holzkirche von Tročany

Der Ort entstand in der Nähe einer Pfarrkirche im 12. Jahrhundert und wurde zum ersten Mal 1270 als Trochan, sieben Jahre später als villa Sancti Trinitatis erwähnt. Der Name steht also im Bezug zum damaligen Patrozinium (Heilige Dreifaltigkeit) der Kirche. Anfangs lag das Dorf im Herrschaftsgebiet der Burg Scharosch, danach gehörte es zum niederen Adel, unter anderem den Geschlechtern Kohány und Trocsankay (seit dem 15. Jahrhundert). 1422 wurden nach einem Steuerverzeichnis 22 Porta verzeichnet.
1787 zählte man 38 Häuser und 276 Einwohner und 1828 47 Häuser und 370 Einwohner, die vorwiegend in Landwirtschaft beschäftigt waren.
Bis 1918 gehörte der im Komitat Scharosch liegende Ort zum Königreich Ungarn und kam danach zur Tschechoslowakei beziehungsweise heute Slowakei.

## Bevölkerung
| Jahr                | 1994 | 2004    | 2014    | 2024    |
| ------------------- | ---- | ------- | ------- | ------- |
| Anzahl der Personen | 301  | 318     | 301     | 292     |
| Unterschied         |      | +5,64 % | −5,34 % | −2,99 % |

| Jahr                | 2023 | 2024    |
| ------------------- | ---- | ------- |
| Anzahl der Personen | 298  | 292     |
| Unterschied         |      | −2,01 % |

Gemäß der Volkszählung 2011 wohnten in Tročany 310 Einwohner, davon 303 Slowaken und jeweils ein Russine und Ukrainer; zwei Einwohner gehörten anderen Ethnien an. Drei Einwohner machten diesbezüglich keine Angabe. 300 Einwohner bekannten sich zur römisch-katholischen Kirche und sechs Einwohner zur griechisch-katholischen Kirche. Ein Einwohner war konfessionslos und bei drei Einwohnern wurde die Konfession nicht ermittelt.
Ergebnisse der Volkszählung 2001 (323 Einwohner):
| Nach Ethnie: - 99,07 % Slowaken - 0,31 % Russinen | Nach Konfession: - 98,45 % römisch-katholisch - 0,93 % griechisch-katholisch - 0,62 % keine Angabe |

## Bauwerke
- römisch-katholische Stephanskirche, 1757 erneuert und barockisiert
- griechisch-katholische Lukaskirche aus dem Jahr 1739, als Holzkirche ausgeführt, heute nationales Kulturdenkmal. Die Ikonostase stammt aus dem 17. Jahrhundert, die auf Holz gemalten Ikonen wurde in den 17. und 18. Jahrhunderten gefertigt.